# Чеботарян, Гаянэ Моисеевна
Гаянэ́ Моисе́евна (Мовсе́совна) Чеботаря́н (арм. Գայանե Մովսեսի Չեբոտարյան; 8 ноября 1918, Ростов-на-Дону, Россия — 16 января 1998, Москва, Россия) — российский и армянский композитор, музыковед, пианистка и педагог. Кандидат искусствоведения (1966). Заслуженный деятель искусств Армянской ССР (1965).

## Биография
Первоначальное образование получила в ростовском музыкальном училище. В 1943 году окончила Ленинградскую консерваторию по классу Xристофора Кушнарёва (композиция) и по классу Моисея Хальфина (фортепиано). С 1947 года преподавала в Ереванской консерватории, где вела класс специальной полифонии, а в 1977 году стала профессором. Разработала курс «Полифония в армянской музыке». Автор монографий, статей, очерков, методических работ, в частности хрестоматии по полифонии (образцы армянской музыки). Занималась обработкой народных песен. Член КПСС с 1960 года.

## Сочинения
- соната для фортепиано (1943)
- фортепианное трио (1945)
- поэма-кантата «Армения» для хора и оркестра (1947)
- прелюдии для фортепиано (1948)
- симфонические картины «Празднество» (1950)
- концертные этюды для фортепиано (1963)
- «Полифонический альбом для юношества» для фортепиано (1972)
- цикл прелюдий и фуг в ладах армянской музыки для фортепиано (1979)
- концерт для фортепиано с оркестром (1980)

## Литературные сочинения
- Полифония в творчестве Арама Хачатуряна. — Е․, 1969.
- Х. С. Кушнарев: [Композитор и музыковед]: Очерк жизни и творчества: К 100-летию со дня рождения. — Л., 1990.

## Награды
- Медаль «За трудовое отличие» (27.06.1956).
- Заслуженный деятель искусств Армянской ССР (1965).